# Gymnopternus pseudodebilis
Gymnopternus pseudodebilis är en tvåvingeart som beskrevs av Robinson 1964. Gymnopternus pseudodebilis ingår i släktet Gymnopternus och familjen styltflugor.
Artens utbredningsområde är North Carolina. Inga underarter finns listade i Catalogue of Life.